# Хацаев, Олег Солтанбекович
Олег Солтанбекович Хацаев (род. 15 октября 1963 г.) — российский политический и государственный деятель.

## Биография
В 1985 г. закончил Северо-Осетинский государственный университет имени К. Л. Хетагурова, экономический и исторический факультеты. Работал преподавателем во Владикавказском горно-металлургическом техникуме.
С 1990 г. работал ассистентом, преподавателем кафедры политологии, деканом факультета общественных профессий СОГУ. В 1994 г. был назначен на должность проректора СОГУ по международной деятельности. Также работал в должности директора регионального межвузовского центра международных образовательных программ.
В 1996 г. был назначен исполнительным директором международной кафедры ЮНЕСКО.
С 1999 по 2007 год был депутатом Парламента РСО-А. Работал в Комитете по науке, образованию, культуре и информационной политике.
С сентября 2004 г. был назначен на пост первого заместителя председателя правительства РСО-А.
В декабре 2006 года был избран ректором Северо-Осетинского государственного университета им. Хетагурова.
В апреле 2010 г. был кандидатом на пост главы Республики Северная Осетия — Алания.
В сентябре 2010 г. стал сенатором в Совете Федерации, представлял интересы исполнительного органа государственной власти Республики Северная Осетия — Алания. Входил в состав Комитета по социальной политике и здравоохранению, был Заместителем председателя Комиссии по взаимодействию со Счетной палатой РФ, был Членом Комитета по бюджету и финансовым рынкам.
Председатель Совета ректоров ВУЗов Республики Северная Осетия — Алания.
29 сентября 2015 года назначен статс-секретарём — заместителем Министра Российской Федерации по делам Северного Кавказа.

## Награды
Медаль ордена «За заслуги перед Отечеством» II степени